# 구성 (후한)

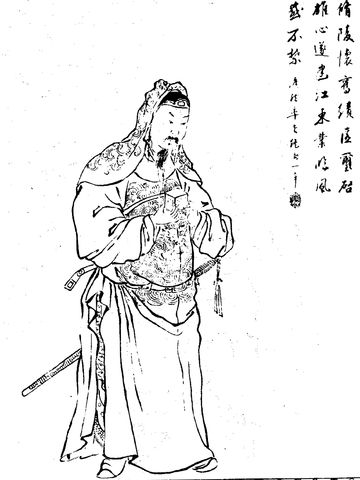

구성(區星, ? ~ 187년)은 중국 후한 말의 반란자이다. 형주 장사에서 스스로 장군이라 칭하며 난을 일으켰으나 손견에게 진압된다.

## 행적
187년, 황건적의 난 등으로 인해 민심이 극에 달하자 장사에서 장군을 칭하고 1만 명의 군사를 이끌고 장사성을 포위하였으나 장사 태수 손견(孫堅)에게 불과 23일 만에 진압당했으며, 구성은 사로잡혀 참수당했다.